# 比洛澤里夫卡
49°13′26″N 28°52′36″E / 49.22389°N 28.87667°E
比洛澤里夫卡（烏克蘭語：Білозерівка），是烏克蘭的村落，位於該國西南部文尼察州，由文尼察區負責管轄，始建於1862年，面積1.37平方公里，海拔高度261米，2001年人口244，人口密度每平方公里178.62人。